# Thomas H. Tongue

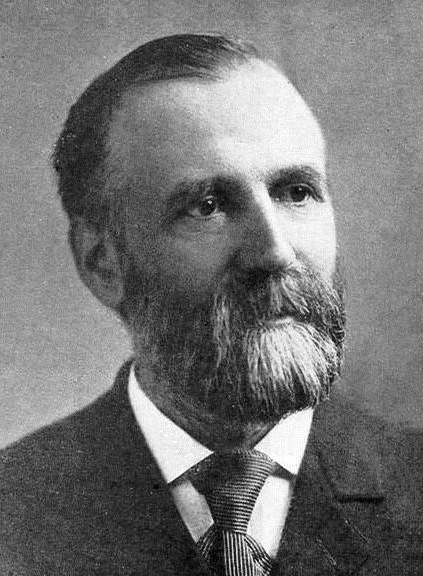
Thomas H. Tongue

Thomas H. Tongue (* 23. Juni 1844 in Lincolnshire, England; † 11. Januar 1903 in Washington, D.C.) war ein US-amerikanischer Politiker. Zwischen 1897 und 1903 vertrat er den ersten Wahlbezirk des Bundesstaates Oregon im US-Repräsentantenhaus.

## Frühe Jahre und politischer Aufstieg
Thomas Tongue besuchte die öffentlichen Schulen seiner Heimat und wanderte 1859 mit seinen Eltern nach Amerika aus. Die Familie ließ sich im Washington County in Oregon nieder. In seiner neuen Heimat setzte Thomas seine schulische Ausbildung an der Tualatin Academy fort. Danach studierte er an der Pacific University. Nach einem Jurastudium und seiner 1870 erfolgten Zulassung als Rechtsanwalt begann er in Hillsboro in seinem neuen Beruf zu arbeiten. Gleichzeitig war er als Farmer und Viehzüchter tätig.
Tongue wurde Mitglied der Republikanischen Partei. Zwischen 1882 und 1883 sowie von 1886 bis 1887 war er Bürgermeister von Hillsboro. Danach gehörte er von 1888 bis 1892 dem Senat von Oregon an. In den Jahren 1890 und 1892 war er jeweils Vorsitzender der Parteitage der Republikaner in Oregon. 1892 war er auch Delegierter zur Republican National Convention.

## Tongue im Kongress
Im Jahr 1896 wurde Thomas Tongue für den ersten Distrikt von Oregon in das US-Repräsentantenhaus gewählt, wo er am 4. März 1867 Binger Hermann ablöste. Bei den Wahlen von 1898, 1900 und 1902 wurde er jeweils in seinem Amt bestätigt. Allerdings konnte er die am 4. März 1903 beginnende Legislaturperiode nicht mehr antreten, weil er bereits im Januar 1903 verstarb. Daraufhin wurde sein Vorgänger Binger Hermann wieder zu seinem Nachfolger gewählt. Im Kongress war Tongue Mitglied des Bewässerungsausschusses für trockene Gebiete. Thomas Tongue war seit 1869 mit Margaret Eagleton verheiratet, mit der er acht Kinder hatte. Seine Tochter Edith heiratete Alfred E. Reames, der im Jahr 1938 für wenige Monate US-Senator war.